# Cerastium dinaricum
Cerastium dinaricum là loài thực vật có hoa thuộc họ Cẩm chướng. Loài này được Beck & Szyszyl. mô tả khoa học đầu tiên năm 1888.